# Cyperochloeae
Cyperochloeae L. Watson & Dallwitz ex Sánchez-Ken & L.G. Clark, 2010 è una tribù di piante spermatofite monocotiledoni appartenente alla famiglia delle Poacee (o Graminaceae, nom. cons.) e sottofamiglia Panicoideae.

## Etimologia
Il nome della tribù deriva dal suo genere tipo Cyperochloa Lazarides & L.Watson, 1987 il cui nome deriva dalla parola greca "chloa" (= erba) e dal nome del genere Cyperus. Con ciò si vuole indicare che l'infiorescenza delle piante del genere Cyperochloa è simile ad alcune piante di Cyperus.
Il nome scientifico della tribù è stato definito prima dai botanici L. Watson e Dallwitz e perfezionato successivamente dai botanici Sánchez-Ken e L.G. Clark nella pubblicazione "American Journal of Botany" (Amer. J. Bot. 97: 1744) del 2010.

## Descrizione

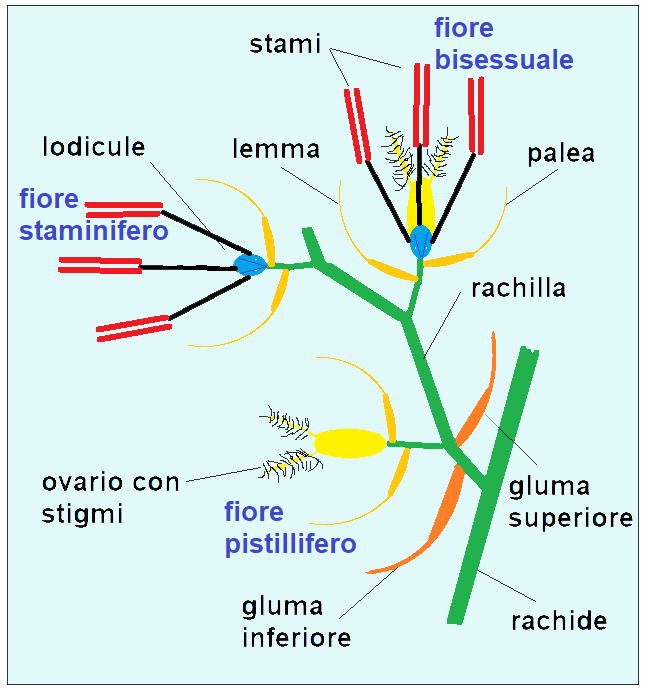
Spighetta generica con tre fiori diversi

### Portamento
Il portamento delle specie di questo gruppo in genere è cespitoso con rizomi allungati e con cicli biologici perenni. I culmi, alti fino a 70 cm, in genere sono sottili e non sono ramificati.

### Foglie
Le foglie lungo il culmo sono disposte in modo alterno, sono distiche e si originano dai vari nodi. Sono composte da una guaina, una ligula e una lamina. Le venature sono parallelinervie. Possono essere presenti dei pseudopiccoli.
- Guaina: la guaina è abbracciante il fusto.
- Ligula: le ligule sono membranosa e terminano con una frangia di peli.
- Lamina: la lamina in genere è filiforme. In Spartochloa le lamine sono assenti (la funzione fotosintetica è svolta dai culmi e dalle guaine).

### Fiori
- Infiorescenza principale (sinfiorescenza o semplicemente spiga): le infiorescenze, ascellari e terminali, non sono ramificate in Cyperochloa mentre lo sono in Spartochloa, e sono formate da poche spighette (2 - 5 solitarie e sessili in Cyperochloa, peduncolate in Spartochloa) ed hanno la forma di una pannocchia capitata. A volte le infiorescenze sono sottese da lamine prive di guaina.
- Infiorescenza secondaria (o spighetta): le spighette, con forme ovate e compresse lateralmente, sottese da due brattee distiche e strettamente sovrapposte chiamate glume (inferiore e superiore), sono formate da 4 - 9 fiori. Possono essere presenti dei fiori sterili o diminuiti; in questo caso sono in posizione distale rispetto a quelli fertili. Alla base di ogni fiore sono presenti due brattee: la palea e il lemma. La disarticolazione avviene con la rottura della rachilla sotto ogni fiore fertile. Lunghezza delle spighette: 7 – 9 mm.
- Glume: le glume, più o meno della stessa lunghezza, persistenti, più corte delle spighette e del lemma più basso, e con forme ovate, sono membranose e cartilaginee; sono prive di carena oppure ne è presente una sola; le venature sono 3 - 5; la superficie è liscia o asperula.
- Palea: la palea, eventualmente carenata (o bicarenata), è membranosa con barbe.
- Lemma: il lemma, con forme ovate, è membranoso o cartilagineo; ha una carena; ha 5 - 7 venature longitudinali; i margini sono cigliati; la superficie è pelosa.
- I fiori fertili sono attinomorfi formati da 3 verticilli: perianzio ridotto, androceo e gineceo.
- Formula fiorale:[5]

*, P 2, A (1-)3(-6), G (2–3) supero, cariosside.
- Il perianzio è ridotto e formato da due lodicule, delle squame traslucide, poco visibili (forse relitto di un verticillo di 3 sepali). Le lodicule hanno una consistenza carnosa e superficie glabra o cigliata.
- L'androceo è composto da 3 stami ognuno con un breve filamento libero, una antera sagittata e due teche. Le antere sono basifisse con deiscenza laterale. Il polline è monoporato.
- Il gineceo è composto da 3-(2) carpelli connati formanti un ovario supero. L'ovario, glabro, ha un solo loculo con un solo ovulo subapicale (o quasi basale). L'ovulo è anfitropo e semianatropo e tenuinucellato o crassinucellato. Lo stilo, breve, è unico con due stigmi in genere piumosi.

### Frutti
I frutti sono del tipo cariosside, ossia sono dei piccoli chicchi indeiscenti, con forme ovoidali (trigone in Spartochloa), nei quali il pericarpo è formato da una sottile parete che circonda il singolo seme. In particolare il pericarpo è fuso al seme ed è aderente. L'endocarpo non è indurito e l'ilo è puntiforme. L'embrione è provvisto quasi sempre di epiblasto ha un solo cotiledone (allungato) altamente modificato (scutello con fessura) in posizione laterale. I margini embrionali della foglia si sovrappongono.

## Biologia
Come gran parte delle Poaceae, le specie di questo genere si riproducono per impollinazione anemogama. Gli stigmi più o meno piumosi sono una caratteristica importante per catturare meglio il polline aereo. La dispersione dei semi avviene inizialmente a opera del vento (dispersione anemocora) e una volta giunti a terra grazie all'azione di insetti come le formiche (mirmecoria).

## Distribuzione e habitat
Le specie di questo gruppo sono presenti in Australia (territori occidentali).

## Tassonomia
La famiglia delle Poacee comprende circa 800 generi e oltre 9.000 specie. È una delle famiglie più numerose e più importanti del gruppo delle monocotiledoni. La famiglia è suddivisa in 12 sottofamiglie, la tribù Cyperochloeae fa parte della sottofamiglia Panicoideae.

### Generi
La tribù si compone di 2 generi e 2 specie:
- Cyperochloa Lazarides & L.Watson
  - Cyperochloa hirsuta Lazarides & L.Watson
- Spartochloa C.E.Hubb.
  - Spartochloa scirpoidea (Steud.) C.E.Hubb.

### Filogenesi
All'interno della famiglia Poaceae la sottofamiglia Panicoideae appartiene al clade "PACMAD" (formato dalle sottofamiglie Aristidoideae, Arundinoideae, Micrairoideae, Danthonioideae, Chloridoideae e Panicoideae). Questo clade con il clade BEP (formato dalle sottofamiglie Ehrhartoideae, Bambusoideae e Pooideae) forma un "gruppo fratello" (il clade BEP a volte è chiamato clade "BOP" in quanto la sottofamiglia Ehrhartoideae a volte è chiamata Oryzoideae). La sottofamiglia di questa voce, nell'ambito del clade "PACMAD", a parte la sottofamiglia Aristidoideae in posizione "basale", forma un "gruppo fratello" con il resto delle sottofamiglie del clade.
Il clade "PACMAD" è un gruppo fortemente supportato fin dalle prime analisi filogenetiche di tipo molecolare. Questo gruppo non ha evidenti sinapomorfie morfologiche con l'unica eccezione dell'internodo mesocotiledone allungato dell'embrione. Questo clade inoltre è caratterizzato, nella maggior parte delle piante, dal ciclo fotosintetico di tipo C4 (ma anche a volte tipo C3).
La tribù Cyperochloeae fa parte del primo gruppo di tribù che si sono differenziate nell'ambito della sottofamiglia e con la tribù Thysanolaeneae forma un "gruppo fratello". In alcuni studi queste due tribù vengono descritte come sottotribù della tribù Centotheceae. I caratteri più rilevanti di questo gruppo sono: le piante sono rizomatore, le lame fogliari sono sottili e carenti, le foglie sottendono l'infiorescenza, le infiorescenze sono formate da gruppi di 2 - 5 spighette per lo più sessili, il lemma e la palea sono pelose. Nelle specie di questa tribù il ciclo fotosintetico è del tipo C3).
Per i generi di questa tribù sono state evidenziate le seguenti sinapomorfie:
- Cyperochloa: le foglie che sottendono l'infiorescenza sono prive di guaine e le lamine sono sottili;
- Spartochloa: le lamine delle foglie sono assenti e la funzione fotosintetica è svolta dai culmi e dalle guaine.